# 小行星12568
小行星12568（12568 Kuffner），天文學臨時編號1998 VB5，是一顆位於小行星帶的小行星。於1998年11月11日由克羅埃西亞天文學家 Korado Korlević 在 Visnjan 發現。該小行星於2006年以奧地利維也納庫夫納天文台的建立者莫里茨·馮·庫夫納命名。

## 外部連結
- 12568 Kuffner at the JPL Small-Body Database （页面存档备份，存于）

| 前一小行星： 12567 Herreweghe | 小行星列表 | 後一小行星： (12569) 1998 VC29 |